# Melanichneumon hiugensis
Melanichneumon hiugensis là một loài tò vò trong họ Ichneumonidae.